# Clayton Tune
Clayton Tune (Carrollton, Texas; 23 de marzo de 1999) es un jugador profesional estadounidense de fútbol americano, se desempeña en la posición de quarterback en Arizona Cardinals, en la National Football League (NFL).

## Carrera
Hizo su debut profesional con el equipo Arizona Cardinals, lleva jugando una temporada, comenzó en el 2023.